# Giovanni Angelo Anzani
Giovanni Angelo Anzani (Ariano, 23 ottobre 1701 – Napoli, 12 febbraio 1770) è stato un vescovo cattolico italiano.

## Biografia
Appartenente a una nota famiglia nobile di Ariano (l'attuale Ariano Irpino), nipote del vescovo Donato Anzani, dopo essere stato ordinato al sacerdozio, nel 1736 venne inviato come vescovo di Satriano e Campagna.
Durante il periodo vescovile si occupò di far abbellire la basilica cattedrale di Santa Maria della Pace: fece realizzare l'organo a canne, l'altare del Sacramento, il crocifisso ligneo, il pulpito e l'altare maggiore dall'architetto Giuseppe Astarita,  e altri dipinti da Paolo De Matteis.
Sempre a Campagna, fece abbattere la chiesa della Santissima Trinità (in pericolo di crollo) e al suo posto vi fece edificare, su progetto di Astarita, la chiesa del Santo Spirito.
Nel 1750 fondò la biblioteca diocesana; nel 1762 era la seconda biblioteca, per dimensione, di tutto il Principato Citra.
Morì a Napoli nel 1770 e fu sepolto nel duomo di Napoli.

## Genealogia episcopale
La genealogia episcopale è:
- Cardinale Scipione Rebiba
- Cardinale Giulio Antonio Santori
- Cardinale Girolamo Bernerio, O.P.
- Arcivescovo Galeazzo Sanvitale
- Cardinale Ludovico Ludovisi
- Cardinale Luigi Caetani
- Cardinale Ulderico Carpegna
- Cardinale Paluzzo Paluzzi Altieri degli Albertoni
- Cardinale Gaspare Carpegna
- Cardinale Fabrizio Paolucci
- Cardinale Francesco Barberini
- Cardinale Annibale Albani
- Vescovo Giovanni Angelo Anzani